# Trioxys spinosus
Trioxys spinosus är en stekelart som beskrevs av Jaroslav Stary 1963. Trioxys spinosus ingår i släktet Trioxys och familjen bracksteklar. Inga underarter finns listade i Catalogue of Life.